# Jersei de coll rodó

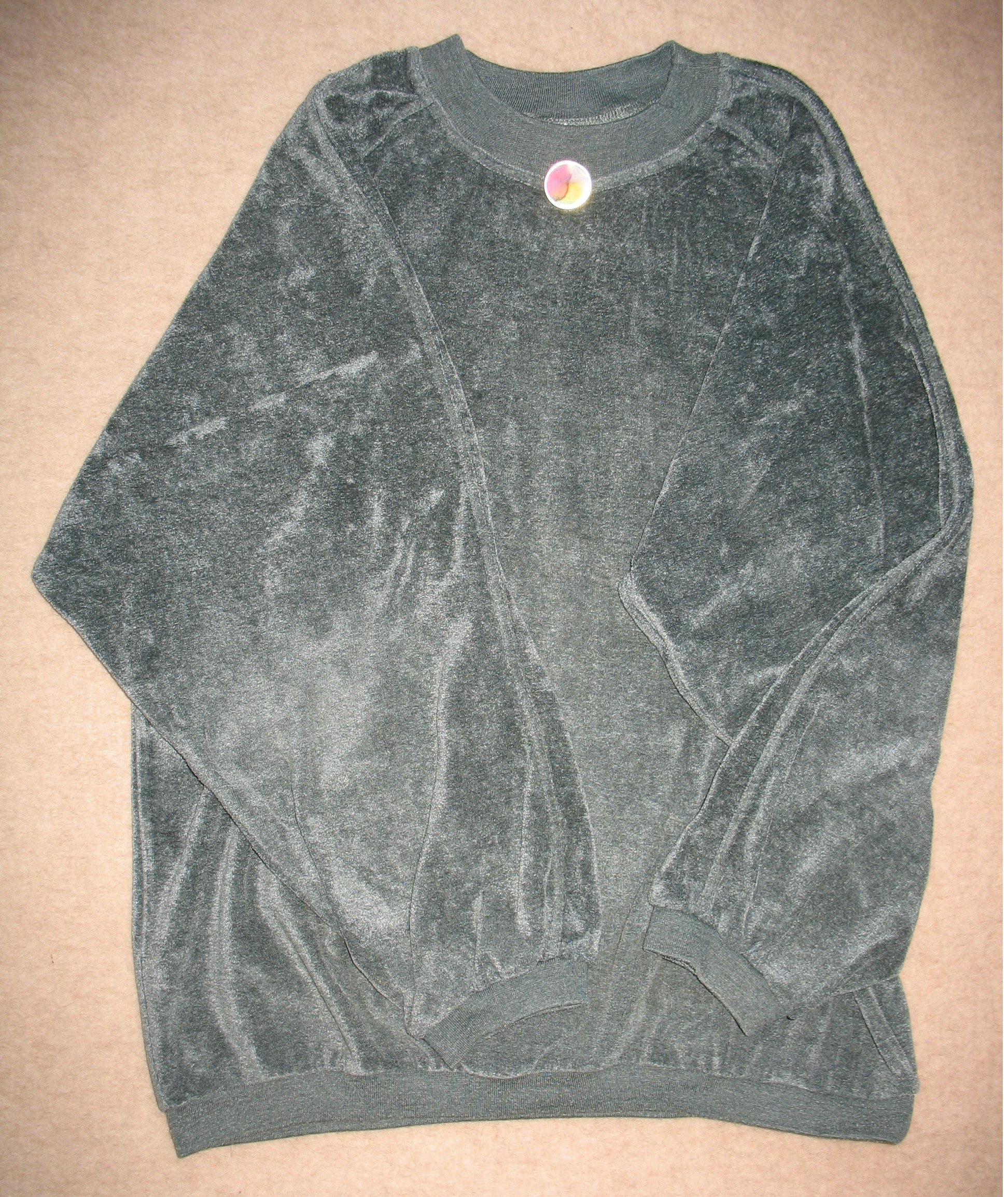
Jersei de coll rodó

El jersei de coll rodó és un jersei tancat, amb mànigues llargues, coll rodó i cintura elastitzada. És un dels tipus de jersei més clàssics i populars. Quan és gruixut i de llana s'anomena suèter.
És habitual dur camisa o polo per sota del jersei de coll rodó, de manera que el coll de la peça inferior en sobresurti i emmarqui el coll del portador. També es pot combinar amb mocador de coll, fulard, etc.
Dur el jersei de coll rodó directament sobre el tors (o sobre samarreta només) dona un aire manifestament informal.
El nom català de la peça és eminentment descriptiu. També el nom anglès, round neck pullover (als EUA, crew neck sweater).
Una peça similar, però oberta per davant com una jaqueta, és la rebeca.